# Business Software Alliance

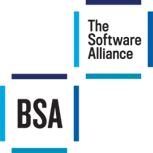
Logo BSA

Business Software Alliance (BSA) – organizacja zrzeszająca komercyjnych producentów zamkniętego oprogramowania komputerowego, założona w 1988 roku, działająca w 60 państwach na świecie.
W Polsce nie posiada żadnej formy prawnej, przedsiębiorstwa zrzeszone w BSA są reprezentowane przez kancelarię prawną Sołtysiński, Kawecki & Szlęzak z siedzibą w Warszawie oraz przez lobbystę Bartłomieja Wituckiego i uczestniczy w pracy Koalicji Antypirackiej.
Celem organizacji jest promocja i egzekwowanie zgodnego z prawem korzystania z oprogramowania jej członków. Prowadzi i wspiera akcje edukacyjne dotyczące legalności oprogramowania i praw autorskich swoich członków. Udostępnia punkty kontaktowe zbierające informacje o naruszaniu tych praw. Informacje są następnie przekazywane organom ścigania.

## Członkowie BSA w Polsce
- Adobe
- Altium(inne języki)
- Apple
- Asseco
- Attachmate(inne języki)
- Autodesk
- AutoForm(inne języki)
- AVG
- Bentley Systems(inne języki)
- CA
- CadenceDesignSystems(inne języki)
- Cisco Systems
- CNC Software / Mastercam
- Corel
- Dassault Systèmes SolidWorks Corporation
- DBA Lab S.p.A.
- Dell
- Embarcadero
- FrontRange Solutions
- HP
- IBM
- Intel
- Intuit
- Mamut
- MAP License
- Materialise Software
- McAfee
- Microsoft
- Mindjet(inne języki)
- Minitab
- NedGraphics
- O&O Software
- Quark
- Quest
- Rockwell Automation
- Rosetta Stone(inne języki)
- SAP
- Scalable Software
- Siemens PLM Software(inne języki)
- Staff&Line
- Sybase
- Symantec
- Synopsys
- Tekla(inne języki)
- MathWorks(inne języki)
- Voice Net